# タレク・サルマン
タレク・サルマン（Tarek Salman、1997年12月5日- ）は、カタール出身のサッカー選手。カタール代表。カタール・スターズリーグ・アル・サッド所属。ポジションはDF。

## 経歴

### クラブ
カタールで生まれたサルマンはアル・ドゥハイルSCの前身であるレクウィヤのアカデミーにフォワードとして所属した後、ディフェンダーに転身。その後はスペインのデポルティーボ・アラベスやレアル・ソシエダでトレーニングを経験し、2018年以降は母国のアル・サッドの主力としてプレーしている。

### 代表
2013年から各年代別のカタール代表に選出されている。
2015年には、17歳にしてFIFA U-20W杯のメンバーに飛び級で選ばれ、グループステージ最終戦のセネガル戦では先発出場した。
2019年に開催されたアジアカップでは日本戦を含む全試合にフル出場して優勝に貢献した。

## 代表歴

### 出場大会
- カタール代表
  - 2022 FIFAワールドカップ

### 試合数
- 国際Aマッチ 73試合 0得点（2017年-）[3]

| カタール代表 | 国際Aマッチ | 国際Aマッチ |
| 年           | 出場        | 得点        |
| ------------ | ----------- | ----------- |
| 2017         | 2           | 0           |
| 2018         | 10          | 0           |
| 2019         | 19          | 0           |
| 2020         | 3           | 0           |
| 2021         | 19          | 0           |
| 2022         | 6           | 0           |
| 2023         | 14          | 0           |
| 2024         |             |             |
| 通算         | 73          | 0           |

## タイトル

### クラブ
- カタール・スターズリーグ :2018-19, 2020-21, 2021-22
- アミールカップ : 2019-20, 2020-21
- シェイク・ジャシムカップ : 2018-19
- カタール・カップ : 2020, 2021
- カタール・スターズカップ : 2019-20

### 代表
- AFCアジアカップ : 2019